# Унгуркуй
Унгурку́й (бур. Унгурсын) — село в Кяхтинском районе Бурятии. Административный центр сельского поселения «Зарянское».

## История
Известно по крайней мере с XVIII века — упоминается в ревизской сказке третьей ревизии (ок. 1763 года).

## География
Расположено в 67 км к востоку от районного центра — города Кяхта, на речке Унгуркуй, у южных отрогов Малханского хребта.

## Население
| 2002 | 2010 |
| ---- | ---- |
| 529  | ↘444 |